# Richard Irvine
Richard F. Irvine dit Dick Irvine est un animateur et imagineer américain, né le 5 ou 10 avril 1910 à Salt Lake City (Utah) et décédé le 30 mars 1976 à Los Angeles (Californie).

## Biographie
Fils de l'ophtalmologiste de Walt Disney, il se lance dans le cinéma comme directeur artistique à la fin des années 1930.
Dans les années 1940, il travaille aux studios Disney comme directeur artistique. Il est chargé de réaliser les décors pour les séquences en prise de vue réelle de Les Trois Caballeros (1944) et Victoire dans les airs (1943).
En 1953, il rejoint les équipes de WED Enterprises engagées dans la conception et la construction du parc Disneyland. Il fut le premier employé puis le président de WED Enterprises.
Dans les années 1960, il participe activement dans les projets associés à la Foire internationale de New York 1964-1965 et du parc en Floride.
Il obtient un poste de directeur de WED Enterprises qu'il conserve jusqu'à sa retraite en 1973 et devient aussi l'un des directeurs de Walt Disney Productions.
Au début des années 1980 avec James Stewart, il aide financièrement Don Bluth dans son projet de fonder un studio d'animation concurrent de Disney.
En 1990, il reçoit à titre posthume la distinction Disney Legends.

## Filmographie
- 1939 : Reine d'un jour (Winter Carnival) de Charles Reisner
- 1940 : Destin dans la nuit (The House Across the Bay) d'Archie Mayo
- 1942 : Private Snuffy Smith
- 1942 : A Desperate Chance for Ellery Queen
- 1942 : Enemy Agents Meet Ellery Queen (en)
- 1942 : Hillbilly Blitzkrieg
- 1943 : No Place for a Lady
- 1943 : Victoire dans les airs
- 1944 : Les Trois Caballeros
- 1945 : Circumstantial Evidence (en)
- 1945 : Échec au crime (Within These Walls) de H. Bruce Humberstone
- 1945 : L'assassin rôde toujours (The Spider)
- 1946 : Behind Green Lights
- 1947 : La Pièce maudite (The Brasher Doubloon)
- 1947 : Le Miracle de la 34e rue de George Seaton
- 1948 : Choisie entre toutes (You Were Meant for Me) de Lloyd Bacon
- 1948 : L'Amour sous les toits (Apartment for Peggy) de George Seaton
- 1949 : Le Débrouillard (Chicken Every Sunday) de George Seaton
- 1949 : Mr. Belvedere Goes to College
- 1949 : Everybody Does It
- 1950 : Mother Didn't Tell Me
- 1950 : Love That Brute
- 1950 : La Cible humaine (The Gunfighter)
- 1950 : Parade du rythme (I'll Get By) de Richard Sale
- 1950 : On va se faire sonner les cloches (For Heaven's Sake), de George Seaton
- 1951 : Amour invincible (Follow the Sun)
- 1951 : L'Énigme du lac Noir (The Secret of Convict Lake) de Michael Gordon
- 1951 : Enlevez-moi, Monsieur ! (Elopement) de Henry Koster
- 1952 : Troublez-moi ce soir (Don't Bother to Knock)
- 1952 : La Sarabande des pantins (O. Henry's Full House), non crédité
- 1953 : La Folle Aventure (The I Don't Care Girl) de Lloyd Bacon
- 1953 : Taxi
- 1953 : Le crime était signé (Vicki)

## Récompenses et Nominations
En 1990, il est nommé Disney Legend.